# اللغة اللاتينية
اللغة اللاتينية (باللاتينية: Lingua Latīna)، هي لغة إيطاليقية كانت محكية أولاً في لاطيوم (أو لاتيوم) الذي يقع في الجزء الأوسط من شبه الجزيرة الإيطالية وفي مدينة روما القديمة ثم انتشرت عبر المتوسط وإلى جزء كبير من أوروبا بفعل الاحتلال الروماني، كما أنها ليست اللغة الرومانية التي تُعرف اليوم.
إن اللغات الرومانيقية كالإيطالية والفرنسية والكتلانية والرومانية والإسبانية والبرتغالية هي متحدرة من اللغة اللاتينية. بالإضافة إلى ذلك، تشكل المفردات لاتينية الأصل جزءًا كبيرًا من مفردات كثير من لغات العالم، خاصة اللغات الأوروبية كالإنجليزية واقتبست كثير من اللغات كثيرًا من مفردات اللغة اللاتينية.
ظلت اللغة اللاتينية لغة العلم والدراسة في أوروبا الوسطى والغربية حتى القرن السابع عشر، حين بدأت تحل محلها اللغات المحلية، وظلت اللاتينية لغة دولية للمعاملات الدبلوماسية حتى تلك الفترة أيضًا حيث حلت محلها الفرنسية كلغة دولية ثم الإنجليزية.
تعد اللغة اللاتينية اللغة الطقسية في الكنيسة الرومانية الكاثوليكية وهي اللغة الرسمية للكرسي الرسولي والتي يصدر بها جميع الوثائق والمعاهدات، وكانت قبل المجمع الفاتيكاني الثاني اللغة الرسمية للكنيسة الرومانية الكاثوليكية.

## أطوار اللغة اللاتينية
كما هو حال اللغة العربية فإن اللغة اللاتينية كانت تشمل لغة كتابية فصيحة ولغة أخرى عامية. وكذلك فإن المعروف عن تاريخ هذه اللغة العامية القديم قليل، وأهم ما هو معروف عنها هو أنها أعطت اللغات الرومانيقية الحديثة التي تتميز باختلافات معتبرة عن اللغة المكتوبة القديمة. بعد سقوط الإمبراطورية الرومانية الشرقية (البيزنطية) بدأت في أوروبا العصور الوسطى، وتسمى اللغة اللاتينية المستخدمة خلال العصور الوسطى بلاتينية العصور الوسطى، وهي تتميز بظهور تأثير اللغات العامية في اللغة الفصيحة وتشمل اللاتينية الكنيسية والتي لا زالت مستخدمة في الكنيسة الرومانية الكاثوليكية وهي اللغة الرسمية للفاتيكان.
الأقسام التالية هي أقسام اللغة المكتوبة القديمة (الفصيحة).

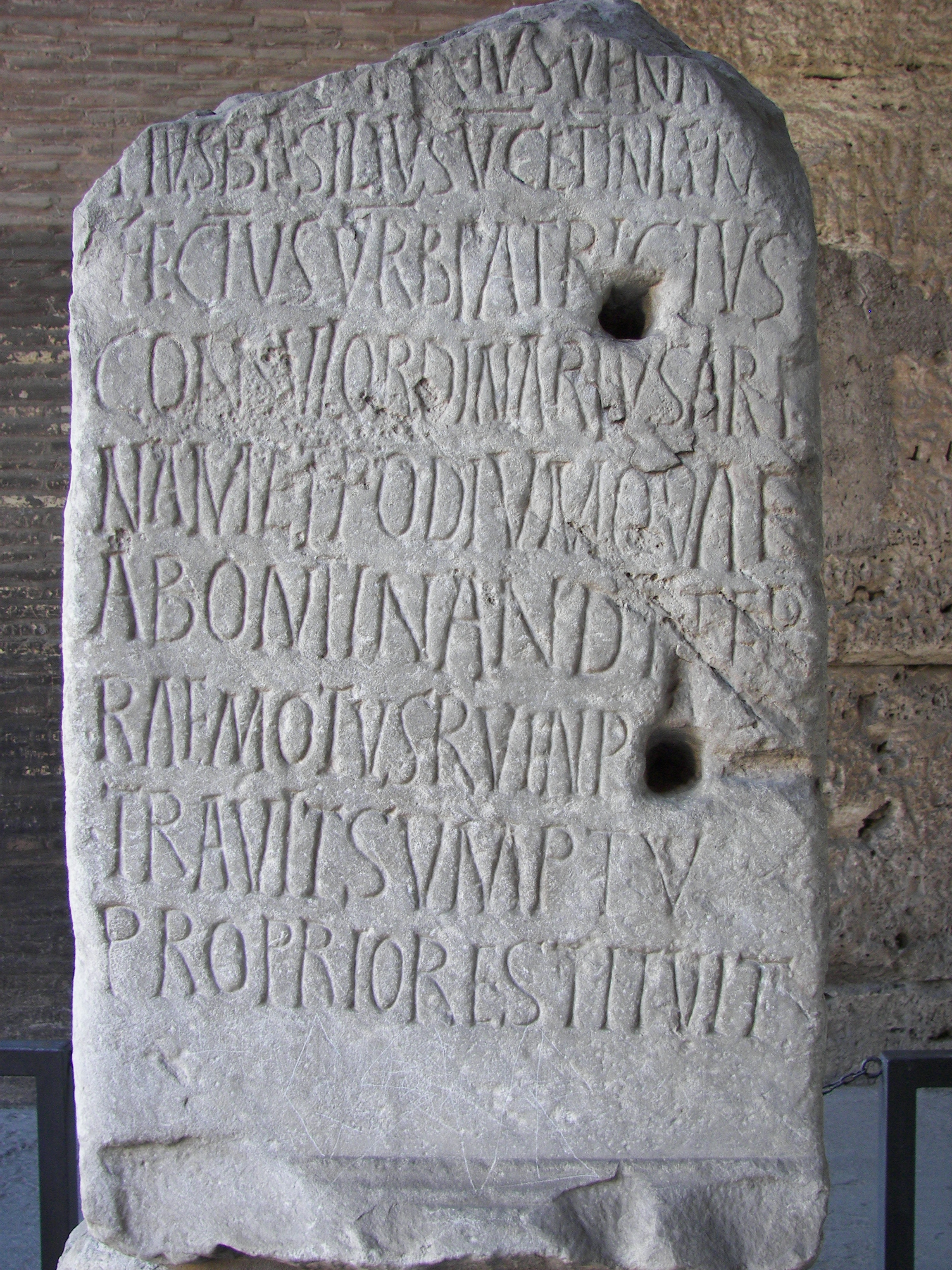
نقش لاتيني في الكولوسيوم

### اللاتينية القديمة
تشمل اللاتينية القديمة الكتابات اللاتينية منذ بدايتها وحتى نهاية العصر الجمهوري لروما، تقريبًا من سنة 240 إلى 70 قبل الميلاد. تشمل هذه الفترة كتابات إينيوس وبلاوتوس وترنتيوس.

انتشار اللاتينية في عام 60م.

### اللاتينية الكلاسيكية
تمتد اللاتينية الكلاسيكية بين عامي 70 قبل الميلاد و130 ميلادية وتقسم إلى عصرين: الذهبي (70 قبل الميلاد إلى 14م) وفضي (14 إلى 130م). يشمل العصر الذهبي الكتابات النثرية ليوليوس قيصر وشيشرون وليفيوس بالإضافة إلى أشعار كتولوس ولوكريتيوس وفيرجيل وهوراس وأوفيد. تطورت الأساليب التعبيرية والبلاغية للغة اللاتينية كثيرًا خلال العصر الذهبي الذي يعد أرقى عصورها. إن اللغة الكلاسيكية للعصر الذهبي هي التي تدرس عادة في أكاديميات تعليم اللغة اللاتينية، وهي تمتاز باختلافات فونولوجية وأروثوغرافية بسيطة عن اللغة القديمة.

### اللاتينية المتأخرة
من القرن الثاني وحتى القرن السادس (حوالي عام 636).

## الفونولوجيا
| الحرف           | A    | B     | C     | D     | E     | F            | G        | H      |
| --------------- | ---- | ----- | ----- | ----- | ----- | ------------ | -------- | ------ |
| الاسم           | ā    | bē    | cē    | dē    | ē     | ef           | gē       | hā     |
| نطق الاسم (IPA) | /a:/ | /be:/ | /ke:/ | /de:/ | /e:/  | /ef/         | /ge:/    | /ha:/  |
|                 |      |       |       |       |       |              |          |        |
| الحرف           | I    | K     | L     | M     | N     | O            | P        | Q      |
| الاسم           | ī    | kā    | el    | em    | en    | ō            | pē       | qū     |
| نطق الاسم (IPA) | /i:/ | /ka:/ | /el/  | /em/  | /en/  | /o:/         | /pe:/    | /kʷu:/ |
|                 |      |       |       |       |       |              |          |        |
| الحرف           | R    | S     | T     | V     | X     | Y            | Z        |        |
| الاسم           | er   | es    | tē    | ū     | ex    | ī Graeca     | zēta     |        |
| نطق الاسم (IPA) | /er/ | /es/  | /te:/ | /u:/  | /eks/ | /i: ˈgraika/ | /ˈze:ta/ |        |

عدد حروف الأبجدية اللاتينية هو ثلاثة وعشرون حرفا تعبر عن 6 مصوتات (أصوات علة) و 16 صامت (صوت صحة) بالإضافة إلى حرف يعبر عن صامت مركب هو X.

### المصوتات
النظام المصوتي اللاتيني (كما هو العربي) فيه تمييز بين الكميات المصوتية الطويلة والقصيرة. يوجد من كل مصوت لاتيني نسختان— واحدة قصيرة وأخرى طويلة.
|       | متأخر | متأخر  | مركزي | مركزي  | متقدم | متقدم  |
| قصير  | طويل  | قصير   | طويل  | قصير   | طويل  |        |
| ----- | ----- | ------ | ----- | ------ | ----- | ------ |
| مرتفع | /V /u | /V /u: |       |        | /I /i | /I /i: |
| متوسط | /O /o | /O /o: |       |        | /E /e | /E /e: |
| منخفض |       |        | /A /a | /A /a: |       |        |
المصوت السادس هو Y وهو ليس صوتا لاتينيا أصليا بل كان يستخدم في الكلمات المستعارة من اليونانية لكتابة حرف أبسيلون (صوته /y/– مصوت أمامي مغلق مدور. يلفظ كـ /i/ مع التدوير أو ضم الشفتين، ويقابله صوت U الفرنسي و Ü الألماني).

### الديفثونغات
الديفثونغ هو مصوت مركب من مصوتين اثنين يلفظان كمقطع لفظي واحد. يوجد ستة ديفثونغات في اللاتينية الكلاسيكية.
| الديفثونغات اللاتينية        | الديفثونغات اللاتينية |
| الصوت (ألفبائية صوتية دولية) | الكتابة               |
| ---------------------------- | --------------------- |
| /aj/                         | AE                    |
| /aw/                         | AU                    |
| /ej/                         | EI                    |
| /ew/                         | EU                    |
| /oj/                         | OE                    |
| /uj/                         | UI                    |
الدفثنغ UI نادر جدا ولا يكاد يظهر إلا في الكلمتين cui وhuic.

### الصوامت
|       |       | انفجاري  | انفجاري | احتكاكي | احتكاكي | مائع         | أنفي  | شبه عليل |
| مهموس | مجهور | مهموس    | مجهور   |         |         | مائع         | أنفي  | شبه عليل |
| ----- | ----- | -------- | ------- | ------- | ------- | ------------ | ----- | -------- |
| شفهي  | مجرد  | /P /p    | /B /b   | /F /ϕ   |         |              | /M /m | /V /w    |
| شفهي  | مزفور | /PH /pʰ  |         |         |         |              |       |          |
| سني   | مجرد  | /T /t    | /D /d   | /S /s   | /Z /z   | /R /r, L /l/ |       |          |
| سني   | مزفور | /TH /tʰ  |         |         |         |              |       |          |
| غاري  | غاري  |          |         |         |         |              |       | /I /j    |
| طبقي  | مجرد  | /C, K /k | /G /g   |         |         |              |       |          |
| طبقي  | مزفور | /CH /kʰ  |         |         |         |              |       |          |
| طبقي  | مشم   | /QV /kʷ  |         |         |         |              |       |          |
| حنجري | حنجري |          |         | /H /h   |         |              |       |          |

### المقاطع اللفظية والنبرة
المقاطع اللفظية (السولابات) في اللغة اللاتينية نوعان— ثقيلة وخفيفة. يكون المقطع ثقيلا إذا احتوى على مصوت طويل أو ديفثونغ أو إذا انتهى بأكثر من صامت. الأصل في المقطع أن ينتهي بمصوت أو ديفثونغ وعلى هذا الأساس يتم التقطيع وصولا إلى نهاية الكلمة. إذا وقع صامت بين مقطعين فإنه يلحق المقطع الذي قبله. إذا وقعت عقدة مكونة من أكثر من صامت بين مقطعين فإن أول صامت فيها يلحق بالمقطع السابق وتلحق بقية الصوامت بالمقطع اللاحق، ويستثنى من هذه القاعدة العقد المكونة من صامتين ثانيهما صامت مائع (r أو l) حيث في هذه الحالة يلحق كلا الصامتين بالمقطع اللاحق، وأيضا العقدة المكونة من الحرف (x (cs حيث تلحق هذه بالمقطع السابق.
النبرة اللاتينية هي كالنبرة العربية حيث تقع على المقطع قبل الأخير إذا كان هذا ثقيلا، وبخلاف ذلك فإنها تقع على المقطع الذي قبله.

## الأورثوغرافيا
كتب الرومان لغتهم بالأبجدية اللاتينية المشتقة من الأبجدية الإيطاليقية القديمة والتي هي بدورها مشتقة من الأبجدية اليونانية.
- الأحرف اللاتينية المعبرة عن أصوات لاتينية أصيلة هي 21 وعشرون حرفا فقط، أما الحرفان Y و Z فكانا يستخدمان لتمثيل الحرفين اليونانيين أبسيلون وزيتا وكان نطقهما النطق الصحيح مقصورا على المتعلمين فقط.
- وكذلك الأمر ينطبق على الدغرافات PH و TH و CH التي كانت تستخدم لتمثيل الأحرف اليونانية في وثيتا وخي وكان نطقها النطق الصحيح مقصورا على المتعلمين فقط.
- في اللاتينية القديمة كان الحرف C كثيرا ما يرمز لـ /g/ إلى جانب رمزه لـ /k/ (مثلا Gaius تكتب Caius).
- لا يوجد فرق في الصوت بين الحرفين C و K، ولكن الحرف الثاني كان يظهر في اللاتينية القديمة قبل الحرف A ثم اختفى تقريبا في اللاتينية الكلاسيكية بعد أن استبدل بـ C.
- الدغرافات QV يظهر في بضع ضمائر فقط والغرض منه تمييز الكاف المشمة /kʷ/ عن العقدة /kw/ التي تظهر في كلمات أخرى وتكتب CV.
- حرف X هو حرف مركب من صامتين يمثل العقدة /ks/.
- شاع في لاتينية عصر النهضة كتابة المصوت V على شكل U لتمييزه عن الصامت شبه العليل الموافق، وهذه الكتابة ما زالت شائعة إلى الآن. وشاع في نفس الزمن كتابة الصامت I على شكل J لتمييزه عن المصوت الموافق، ولكن هذه الكتابة غير شائعة حاليا إلا في بداية الكلمات أحيانا.
- الطول في المصوتات لا يظهر في النص اللاتيني. في الكتابة الحديثة يميز المصوت الطويل بإضافة ماكرون إلى أعلاه (مثلا ū)؛ وفي كتابات أقدم كانت تستعمل الثنية المحيطة لنفس الغرض (مثلا û). أحيانا أيضا تستخدم البريف لإظهار أن المصوت قصير (مثلا ŭ).
- الطول في الصوامت يظهر في النص اللاتيني بتثنية الصامت الطويل أو المشدد (مثلا nn). يستثنى من هذا الكتابات القديمة جدا التي تعود إلى ما قبل القرن الثاني قبل الميلاد وأيضا الصامت شبه العليل I عندما يكون في موقع بين-مصوتي (مثلا /rejjikit/ تكتب reicit).
- الرومان القدماء لم يعرفوا الحروف الصغيرة (a, b, c, d,...)، ولا المسافات بين الكلمات، مع أنهم كانوا يضعون نقاطا أحيانا بين الكلمات إذا خشوا الالتباس.

وهكذا فإن العبارة اللاتينية التالية على سبيل المثال:
Lūgēte, Ō Venerēs Cupīdinēsque
كانت لتكتب بالشكل التالي في روما القديمة:
LVGETEOVENERESCVPIDINESQVE

## المورفولوجيا
اعلم أن الكلام اللاتيني اسم وفعل وحرف. فأما الاسم فيتصرف من حيث العدد إلى مفرد وجمع؛ ومن حيث الجنس إلى مذكر ومؤنث وعادم، ومن حيث الإعراب إلى ست حالات سيأتيك بيانها. وأما الفعل فيتصرف من حيث عدد فاعله إلى مفرد ومجموع؛ ومن حيث مكان فاعله إلى حاضر أول وحاضر ثان وغائب، ومن حيث معلومية فاعله إلى مبني للمعلوم ومبني للمجهول، ولا يتصرف من حيث جنس فاعله، ويتصرف من حيث زمانه إلى ماض وحاضر ومستقبل، ومن حيث تمامه إلى تام وغير تام، ومن حيث إعرابه إلى مرفوع ومنصوب. ولا يخرج من هذا شيء من الأسماء أو الأفعال إلا فعل الأمر الذي حاله هي البناء، وما سوى ذاك فهو يتصرف من كل هذه الوجوه. والحروف كلها مبنية ولا تصرف فيها البتة.

### العدد
يكون الاسم مفردا أو مجموعا ويدل على ذلك علامة إعرابه التي عادة ما تختلف بين الإفراد والجمع. بعض الأسماء لا يأتي إلا مفردا (singulare tantum) وبعضها لا يأتي إلا مجموعا (plurale tantum).

### الجنس
يكون الاسم مذكرا أو مؤنثا أو عادما.
- الاسم الدال على مذكر حقيقي هو مذكر والدال على مؤنث حقيقي هو مؤنث لا تضر في ذاك علامات إعرابه.
- أسماء الحيوانات تأتي بجنس واحد ولكنها تستخدم للجنسين (مثلا vulpēs «ثعلب» هي مؤنثة ولكن ليس لها مذكر).
- أسماء الجنس الدالة على عاقل يتغير جنسها دون أن تتغير علامات إعرابها وذلك بحسب من تشير إليه (مثلا cīvis «مواطن» أو «مواطنة»).
- أسماء الرياح والأنهار والأشهر هي مذكرة لا تضر في ذاك علامات إعرابها.
- أسماء الأشجار والمدن والجزر المرفوعة بـ us- هي مؤنثة.

وأما ما خلا ذاك فيعرف تذكيره أو تأنيثه أو انعدام جنسه بالنظر إلى علامة إعرابه كما سيأتي.

### التعريف والتنكير
ليس في اللاتينية أدوات تعريف أو تنكير، والاسم مجردا قد يكون معرفة أو نكرة، ويعرف حاله من السياق.

### النحو
الكلام اللاتيني كله معرب ما عدا فعل الأمر والحروف، ولا تخرج عن ذلك الضمائر فهي معربة بكليتها، وإن وقع البناء في شيء مما دون فعل الأمر والحروف فهو من الشواذ ولا يقاس عليه. والإعراب في اللاتينية له ست حالات في الأسماء وحالتان في الأفعال.

#### حالات الإعراب في الأسماء
يكون الاسم في العربية مرفوعا أو منصوبا أو مجرورا، أما في اللاتينية فإن الاسم له ست حالات:
| المقابل العربي             | الحالة اللاتينية |
| -------------------------- | ---------------- |
| الرفع                      | Nominativus      |
| الجر بالإضافة              | Genitivus        |
| الجر باللام                | Dativus          |
| النصب على المفعولية الأولى | Accusativus      |
| النصب على النداء           | Vocativus        |
| الجر بالحروف               | Ablativus        |

وهناك حالة سابعة نادرة هي النصب على الظرفية Locativus، وهذه الحالة تظهر فقط في أسماء المدن والجزر الصغيرة وفي بعض الأسماء سماعيًا مثل domus (بيت).

#### علامات إعراب الأسماء
علامات الإعراب قليلة في اللغة العربية مقارنة باللاتينية، فعلامات الرفع هي الضمة الظاهرة أو المقدرة والواو والألف، وعلامات النصب هي الفتحة الظاهرة أو المقدرة والألف والياء، وعلامات الجر هي الكسرة الظاهرة أو المقدرة والياء. أما في اللاتينية فعلامات الإعراب كثيرة جدا وتختلف باختلاف أبنية الأسماء. لتسهيل دراستها تقسم الأسماء اللاتينية إلى خمسة تصاريف declinationes بحيث يتشابه كل تصريف من هذه التصاريف في علامات إعرابه، وهذه التصاريف هي:
| Declinationes nominum Latinorum | Declinationes nominum Latinorum   |
| تصاريف الأسماء اللاتينية        | تصاريف الأسماء اللاتينية          |
| ------------------------------- | --------------------------------- |
| التصريف الأول / تصريف Ā         | Declinatio prima / Ā-declinatio   |
| التصريف الثاني / تصريف O        | Declinatio secunda / O-declinatio |
| التصريف الثالث                  | Declinatio tertia                 |
| التصريف الرابع / تصريف U        | Declinatio quarta / U-declinatio  |
| التصريف الخامس / تصريف Ē        | Declinatio quinta / Ē-declinatio  |

عند إعطاء اسم لاتيني في معجم أو كتاب تعليمي يعطى عادة الاسم المفرد في حالة الرفع وتذكر بجانبه علامة إعرابه في حالة genitivus، وهذا كافٍ ليدل القارئ على التصريف الذي ينتمي إليه الاسم.

##### التصريف الأول
الأسماء المفردة المرفوعة المنتمية للتصريف الأول جميعها تنتهي بـ a- (قديما ā-) وجميعها مؤنث إلا ما دل على مذكر حقيقي مثل nauta (بحار) وagricola (فلاح) وبعض الشواذ الأخرى التي تعرف سماعيًا.
فيما يلي مثال على تصريف كلمة تنتمي للتصريف الأول هي fēmina (امرأة).
| Declinatio prima | Declinatio prima | Declinatio prima |
| ---------------- | ---------------- | ---------------- |
| Pluralis         | Singularis       |                  |
| fēminae          | fēmina           | Nominativus      |
| fēminarum        | fēminae          | Genitivus        |
| fēminīs          | fēminae          | Dativus          |
| fēminas          | fēminam          | Accusativus      |
| fēminae          | fēmina           | Vocativus        |
| fēminīs          | fēminā           | Ablativus        |

##### التصريف الثاني
التصريف الثاني يشمل في الحقيقة تصريفين متشابهين، الأول منهما ينتهي مفرده المرفوع بـ us- (قديما os-) وجميع كلماته مذكرة إلا أسماء الأشجار والمدن والجزر كما مر سابقا وبعض الشواذ الأخرى التي تعرف بالسماع، والثاني ينتهي مفرده المرفوع بـ um- (قديما om-) وجميع كلماته معدومة الجنس.

###### المذكر
مثال: dominus (سيد، رب)
| Declinatio secunda (masculina) | Declinatio secunda (masculina) | Declinatio secunda (masculina) |
| ------------------------------ | ------------------------------ | ------------------------------ |
| Pluralis                       | Singularis                     |                                |
| dominī                         | dominus                        | Nominativus                    |
| dominōrum                      | dominī                         | Genitivus                      |
| dominīs                        | dominō                         | Dativus                        |
| dominōs                        | dominum                        | Accusativus                    |
| dominī                         | domine                         | Vocativus                      |
| dominīs                        | dominō                         | Ablativus                      |

###### العادم
مثال: templum (معبد)
| Declinatio secunda (masculina) | Declinatio secunda (masculina) | Declinatio secunda (masculina) |
| ------------------------------ | ------------------------------ | ------------------------------ |
| Pluralis                       | Singularis                     |                                |
| templa                         | templum                        | Nominativus                    |
| templōrum                      | templī                         | Genitivus                      |
| templīs                        | templō                         | Dativus                        |
| templa                         | templum                        | Accusativus                    |
| templa                         | templum                        | Vocativus                      |
| templīs                        | templō                         | Ablativus                      |

##### التصريف الثالث
التصريف الثالث هو أقل التصاريف تجانسا وأكثرها شذوذا، ويضم تحت لوائه عدة أصناف من الأسماء التي تتشابه في علامات إعرابها. تقسم أسماء التصريف الثالث إلى ثلاثة تصاريف:
| Declinatio tertia | Declinatio tertia       |
| ----------------- | ----------------------- |
| التصريف الصامتي   | Declinatio consonantica |
| تصريف I           | I-declinatio            |
| التصريف المختلط   | Declinatio promiscua    |

بالإضافة إلى ذلك هناك أيضا بعض الأسماء الشاذة التي تلحق التصريف الثالث ولكنها لا تنتمي إلى أي من هذه التصاريف الثلاث.
يمكن للأسماء المنتمية إلى أي من تصاريف التصريف الثالث أن تكون مذكرة أو مؤنثة أو عادمة.

###### التصريف الصامتي
- المذكر والمؤنث

| Declinatio tertia consonantica | Declinatio tertia consonantica | Declinatio tertia consonantica |
| ------------------------------ | ------------------------------ | ------------------------------ |
| Pluralis                       | Singularis                     |                                |
| prīncipēs                      | prīnceps                       | Nominativus                    |
| prīncipum                      | prīncipis                      | Genitivus                      |
| prīncipibus                    | prīncipī                       | Dativus                        |
| prīncipēs                      | prīncipem                      | Accusativus                    |
| prīncipēs                      | prīnceps                       | Vocativus                      |
| prīncipibus                    | prīncipe                       | Ablativus                      |

- العادم

المثال التالي (corpus «جسم») يوضح إعراب الأسماء العادمة المنتمية إلى التصريف الثالث الصامتي.
| Declinatio tertia consonantica | Declinatio tertia consonantica | Declinatio tertia consonantica |
| ------------------------------ | ------------------------------ | ------------------------------ |
| Pluralis                       | Singularis                     |                                |
| corpora                        | corpus                         | Nominativus                    |
| corporum                       | corporis                       | Genitivus                      |
| corporibus                     | corporī                        | Dativus                        |
| corpora                        | corpus                         | Accusativus                    |
| corpora                        | corpus                         | Vocativus                      |
| corporibus                     | corpore                        | Ablativus                      |

###### تصريف I
- المذكر والمؤنث

مثال: īgnis (نار)
| I-declinatio | I-declinatio | I-declinatio |
| ------------ | ------------ | ------------ |
| Pluralis     | Singularis   |              |
| īgnēs        | īgnis        | Nominativus  |
| īgnium       | īgnis        | Genitivus    |
| īgnibus      | īgnī         | Dativus      |
| īgnēs        | īgnem        | Accusativus  |
| īgnēs        | īgnis        | Vocativus    |
| īgnibus      | īgne         | Ablativus    |

- العادم

مثال: sedīle (مقعد)
| I-declinatio | I-declinatio | I-declinatio |
| ------------ | ------------ | ------------ |
| Pluralis     | Singularis   |              |
| sedīlia      | sedīle       | Nominativus  |
| sedīlium     | sedīlis      | Genitivus    |
| sedīlibus    | sedīlī       | Dativus      |
| sedīlia      | sedīle       | Accusativus  |
| sedīlia      | sedīle       | Vocativus    |
| sedīlibus    | sedīlī       | Ablativus    |

###### التصريف المختلط
أسماء التصريف المختلط تأخذ علامات إعراب التصريف الصامتي في حالة الإفراد وعلامات إعراب تصريف I في حالة الجمع.
مثال: caedēs (مذبحة)
| Declinatio promiscua | Declinatio promiscua | Declinatio promiscua |
| -------------------- | -------------------- | -------------------- |
| Pluralis             | Singularis           |                      |
| caedēs               | caedēs               | Nominativus          |
| caedium              | caedis               | Genitivus            |
| caedibus             | caedī                | Dativus              |
| caedēs               | caedem               | Accusativus          |
| caedēs               | caedēs               | Vocativus            |
| caedibus             | caede                | Ablativus            |

###### أسماء شاذة
بعض الأسماء المنتمية إلى التصريف الثالث لا تتبع أي من التصاريف الثلاثة سابقة الذكر، وأهمها vīs (قوة) وsūs (خنزير) وgrūs (رافعة) وbōs (بقرة، ثور) وIuppiter (علم مذكر) وsenex (رجل كبير السن) وcarō (لحم) وos (عظم) وiter (طريق) وiecur (كبد) وfemur (فخذ) وsupellex (أثاث).

##### التصريف الرابع
التصريف الرابع يشبه التصريف الثاني في أنه يضم تصريفين— مذكر والعادم. علامة رفع المفرد المذكر هي us- وعلامة رفع المفرد العادم هي ū-.

###### المذكر
مثال: frūctus (ثمر، فاكهة)
| Declinatio quarta | Declinatio quarta | Declinatio quarta |
| ----------------- | ----------------- | ----------------- |
| Pluralis          | Singularis        |                   |
| frūctūs           | frūctus           | Nominativus       |
| frūctuum          | frūctūs           | Genitivus         |
| frūctibus         | frūctuī           | Dativus           |
| frūctūs           | frūctum           | Accusativus       |
| frūctūs           | frūctus           | Vocativus         |
| frūctibus         | frūctū            | Ablativus         |

###### العادم
الكلمات العادمة من التصريف الرابع نادرة والشائع منها ثلاث كلمات هي cornū (قرن) وgenū (ركبة) وverū (بصقة).
| Declinatio quarta | Declinatio quarta | Declinatio quarta |
| ----------------- | ----------------- | ----------------- |
| Pluralis          | Singularis        |                   |
| cornua            | cornū             | Nominativus       |
| cornuum           | cornūs            | Genitivus         |
| cornibus          | cornū             | Dativus           |
| cornua            | cornū             | Accusativus       |
| cornua            | cornū             | Vocativus         |
| cornibus          | cornū             | Ablativus         |

##### التصريف الخامس
هذا التصريف شبيه بالتصريف الأول في كون كلماته كلها مؤنثة ما عدا استثناءين مذكرين هما diēs (يوم) وmerīdiēs (ظهيرة). علامة رفع المفرد هي ēs-.
| Declinatio quinta | Declinatio quinta | Declinatio quinta |
| ----------------- | ----------------- | ----------------- |
| Pluralis          | Singularis        |                   |
| diēs              | diēs              | Nominativus       |
| diērum            | diēī              | Genitivus         |
| diēbus            | diēī              | Dativus           |
| diēs              | diem              | Accusativus       |
| diēs              | diēs              | Vocativus         |
| diēbus            | diē               | Ablativus         |

مثال: rēs (شيء)
| Declinatio quinta | Declinatio quinta | Declinatio quinta |
| ----------------- | ----------------- | ----------------- |
| Pluralis          | Singularis        |                   |
| rēs               | rēs               | Nominativus       |
| rērum             | rēī               | Genitivus         |
| rēbus             | rēī               | Dativus           |
| rēs               | rem               | Accusativus       |
| rēs               | rēs               | Vocativus         |
| rēbus             | rē                | Ablativus         |

باسثناء diēs وrēs فإن كلمات هذا التصريف عموما لا تأتي مجموعة.

#### المبني من الأسماء
شذ في كلامهم بناء بعض الأسماء وهي قليلة جدا تعد على الأصابع، منها fās (حق) وnefās (فجور) وīnstar (شَبَه) وnihil (عدم، لا شيء) وmāne (صبيحة) وsecus (جنس).
الأرقام اللاتينية:
تاريخ الأرقام اللاتينية:-
كان العرب منذ قديم الزمان يستعملون الأرقام الهندية (1-2-3 إلخ)
وكان الأوربيون يستخدمون أرقامهم اللاتينية المعقدة والتي نشاهدها أحيانا في الساعات السويسرية
ثم ما لبث المثقفون منهم عندما كانوا يشاهدون أرقام العرب في الأندلس أن صاروا يطالبون بتغيير أرقامهم بحيث تكون بسهولة أرقام العرب، ونجحت مطالباتهم وابتكروا أرقامهم الجديدة على النمط 123456789، وكانوا عندما يريدون التفريق بينها وبين أرقامهم الجديدة يقولون الأرقام (الشبيهة بالأرقام العربية like Arabic numbers)
ثم خففوا من المصطلح لتسهيل نطقه وقالوا الأرقام العربية Arabic numbers هكذا مباشرة، واستمروا على هذا.
الأرقام اللاتينية:-
I = 1
II = 2
III = 3
IV = 4
V = 5
VI = 6
VII = 7
VIII = 8
IX = 9
X = 10
هذه الأرقام من 1-10 وكيفية كتابة الأرقام التي فوق العشرة كالآتي.
نكتب الرقم عشر ة (X) أصبح لدينا عشرة يبقى واحد لكي يصبح إحدى عشر فنضيف I
XI = 11
XII = 12
XIII =13
XIV = 14
XV = 15
XVI = 16
XVII = 17
XVIII = 18
XIX = 19
XX = 20
والآن أصبح لدينا XX يعني عشرة وعشرة ونفس الطريقة نضيف I لكي يصبح واحد وعشرون
XXI = 21
XXII = 22
XXIII = 23
XXIV = 24
XXV = 25
XXVI = 26
XXVII = 27
XXVIII = 28
XXIX = 29
XXX = 30
ونضيف I لكي يصح واحد وثلاثون...
وهكذا تستمر الطريقة في كتابة الأرقام اللاتنية.
50 = L
100 = C
500 = D
1000 = M
- تلفظ لاتيني

## وصلات خارجية
- اللاتينية؛ اللغة اللاتينية - موسوعة المورد، منير البعلبكي،